# Ian Baker
Pour les articles homonymes, voir Baker.
Ian Baker, né en 1947 à Melbourne (État du Victoria), est un directeur de la photographie australien.

## Biographie
Au début des années 1970, Ian Baker rencontre le réalisateur australien Fred Schepisi, dont il devient le chef opérateur quasi attitré, depuis The Devil's Playground (1976, avec Nick Tate et Jonathan Hardy), son deuxième film à ce poste (le premier étant sorti en 1971). Suit une vingtaine d'autres films (australiens, américains, britanniques ou en coproduction), dont Plenty (1985, avec Meryl Streep et Charles Dance), La Maison Russie (1990, avec Sean Connery et Michelle Pfeiffer), Une si belle famille (2003, avec Michael et Kirk Douglas) et Lessons in Love (2013, avec Clive Owen et Juliette Binoche) du même Fred Schepisi, ou encore La Reine des damnés de Michael Rymer (2002, avec Aaliyah et Stuart Townsend). Pour la télévision, Ian Baker est directeur de la photographie sur le téléfilm Le Soleil en plein cœur de Simon Wincer (1986, avec Linda Evans et Jack Thompson) et la mini-série Empire Falls de Fred Schepisi (2005, avec Ed Harris et Helen Hunt).

## Filmographie partielle

### Cinéma

#### Réalisations de Fred Schepisi
- 1976 : The Devil's Playground
- 1978 : Le Chant de Jimmy Blacksmith (The Chant of Jimmy Blacksmith)
- 1982 : La Vengeance mexicaine (Barbarosa)
- 1984 : Iceman
- 1985 : Plenty
- 1987 : Roxanne
- 1988 : Un cri dans la nuit (Evil Angels)
- 1990 : La Maison Russie (The Russia House)
- 1992 : Mr. Baseball
- 1993 : Six degrés de séparation (Six Degrees of Separation)
- 1994 : L'Amour en équation (I.Q.)
- 1997 : Créatures féroces (Fierce Creatures) (coréalisé par Robert Young)
- 2003 : Une si belle famille (It Runs in the Family)
- 2013 : L'Œil du cyclone (The Eye of the Storm)
- 2013 : Lessons in Love (Words and Pictures)

#### Autres réalisateurs
- 1989 : Punisher de Mark Goldblatt
- 1990 : Chacun sa chance (Everybody Wins) de Karel Reisz
- 1996 : L'Héritage de la haine (The Chamber) de James Foley
- 2002 : La Reine des damnés (Queen of the Damned) de Michael Rymer
- 2007 : Evan tout-puissant (Evan Almighty) de Tom Shadyac

### Télévision
- 1986 : Le Soleil en plein cœur ou L'Ultime Frontière (The Last Frontier), téléfilm de Simon Wincer
- 2005 : Empire Falls, mini-série de Fred Schepisi